# Tusker Rock
Tusker Rock är en klippa i Storbritannien.   Den ligger i kommunen Vale of Glamorgan och riksdelen Wales, i den södra delen av landet, 250 km väster om huvudstaden London.
Terrängen runt Tusker Rock är platt. Havet är nära Tusker Rock åt sydväst.  Närmaste större samhälle är Porthcawl, 3,7 km nordväst om Tusker Rock. 